# ラブリー (小沢健二の曲)
「ラブリー」 (LOVELY) は、小沢健二の楽曲である。1994年8月31日に東芝EMIから発売された2作目のアルバム『LIFE』に収録された楽曲で、同年11月23日に5作目のシングルとしてリカットされた。オリコン週間シングルランキングでは最高位19位を記録。
楽曲の発表以降、多数のアーティストによってカバーされている。本稿では、2022年12月21日に配信限定シングル、2023年1月27日にアナログ盤としてリリースされた「ラブリー (Remaster Short Edit)」も扱う。

## 背景・リリース
「ラブリー」は、1994年8月31日に発売された2作目のアルバム『LIFE』の2曲目に収録された。ブラスやストリングスを配したソウル調の楽曲で、ギター・カッティングのリフは、ベティ・ライトの「クリーン・アップ・ウーマン」からの引用。
その後、資生堂「ヘアエッセンスシャンプー」CMソングに採用され、1994年11月23日に8cmシングル盤が発売された。前作『愛し愛されて生きるのさ/東京恋愛専科・または恋は言ってみりゃボディー・ブロー』から約4か月ぶりのリリースで、「DISCO TO GO」ツアーから「今夜はブギー・バック」のライブ音源が収録された。限定盤には、フリー・カレンダーが付属。12月19日に12インチシングル盤が発売され、B面には同じく『LIFE』からのリカットである「ドアをノックするのは誰だ?」が収録された。
2010年のライブツアー「ひふみよ」では、歌詞が一部の英語のフレーズが日本語のフレーズに変更されて演奏された。同ツアー以降も同様のアレンジで演奏されている。
2017年12月8日からApple Musicにて配信されているネット番組『Tokyo, Music & Us 2017-2018』にて満島ひかりとセッションし、この時の音源が翌年2月14日に発売された22ndシングル『アルペジオ (きっと魔法のトンネルの先)』に「ラブリー、東京湾上屋形船Liveは雨」というタイトルで収録された。

## シングル収録曲
| #  | タイトル                                    | 作詞・作曲                           | 編曲                                                                         | 時間  |
| -- | ------------------------------------------- | ------------------------------------ | ---------------------------------------------------------------------------- | ----- |
| 1. | 「ラブリー」                                | 小沢健二                             | - 小沢健二 - 小沢健二・北原雅彦（ホーン編曲） - 服部隆之（ストリングス編曲） | 7:19  |
| 2. | 「今夜はブギー・バック」(“DISCO TO GO”LIVE) | 小沢健二・光嶋誠・松本真介・松本洋介 |                                                                              | 10:39 |

| #  | タイトル                                                                    | 作詞・作曲 | 編曲                                                                         | 時間 |
| -- | --------------------------------------------------------------------------- | ---------- | ---------------------------------------------------------------------------- | ---- |
| 1. | 「ラブリー」                                                                | 小沢健二   | - 小沢健二 - 小沢健二・北原雅彦（ホーン編曲） - 服部隆之（ストリングス編曲） | 7:19 |
| 2. | 「ドアをノックするのは誰だ? (ボーイズ・ライフpt.1:クリスマス・ストーリー)」 | 小沢健二   | - 小沢健二 - 服部隆之（ストリングス編曲）                                    | 6:19 |

## 演奏
- 小沢健二：Vocal, Acoustic Guitar, Electric Guitar, Horn Arrangement
- 木暮晋也：Electric Guitar
- 中村“キタロー”幸司：Electric Bass
- 青木達之：Drums
- 中西康晴：Keyboards
- 北原雅彦 (東京スカパラダイスオーケストラ)：Trombone, Horn Arrangement
- GAMOU (東京スカパラダイスオーケストラ)：Tenor Sax
- NARGO (東京スカパラダイスオーケストラ)：Trumpet
- 朝川朋之：Harp
- ジェイク・H・コンセプション：Flute
- 木村誠：Percussion
- 真城めぐみ：Backing Vocal
- 服部隆之：Strings Arrangement

## 収録作品
ラブリー
- オリジナル『LIFE』
- ライブ『小沢健二作品集「我ら、時」』
- シングル『アルペジオ (きっと魔法のトンネルの先)』（ラブリー、東京湾上屋形船Liveは雨[注釈 1]）

## ラブリー (Remaster Short Edit)
『ラブリー (Remaster Short Edit)』（ラブリー (リマスター・ショート・エディット)）はユニバーサル ミュージックから2022年12月21日に配信、2023年1月27日に7inchアナログ盤が発売されたシングル。
本楽曲はリミックスとリマスタリングを施したうえでストリーミング配信のプレイリストなどでも使いやすいサイズにするため、曲の長さをオリジナルの7分19秒から4分19秒にまで短縮してリリースした。なお、一部配信サイトではハイレゾ音源で販売されたほか、完全限定生産で7inchアナログ盤も制作され、ユニバーサルミュージックの公式通販サイトにて抽選販売が行われた。アナログ盤のアートワークは小沢自身が担当し、ジャケットデザインは表面はレコーディング当時に彼が手書きした歌詞、裏面は全国ツアー「So kakkoii 宇宙 Shows」での小沢を捉えた写真が使用され、盤面には蝶をレーザー・エッチングしたクリアバイナル仕様となった。
また、本作の配信に合わせて、SpotifyではANI、夢眠ねむ、STUTS、楢崎誠、EXILE NAOTO、空気階段、土井コマキ、川上未映子、漫画家のネルノダイスキらが本楽曲を含めたプレイリストをそれぞれ作成する企画が行われ、配信直後の12月23日に放送する『ミュージックステーション ウルトラSUPER LIVE 2022』がテレビ初披露となった。

## タイアップ
- 資生堂「ヘアエッセンスシャンプー」CMソング
- 日本テレビ『落下女』オープニングテーマ

## テレビ出演
ラブリー
- 1994年12月12日、フジテレビ系『HEY!HEY!HEY! MUSIC CHAMP 嵐の2時間スペシャル』
- 1994年12月16日、テレビ朝日系『ミュージックステーション』
- 1995年12月31日、NHK総合『第46回NHK紅白歌合戦』
この曲をもって小沢は紅白初出場となった。
- 2018年2月16日、テレビ朝日系『ミュージックステーション』
満島ひかりと共演。なお、この共演の事前告知はなく、「アルペジオ (きっと魔法のトンネルの先)」とともに披露された。
- 2019年12月27日、テレビ朝日系『テレビ朝日開局60周年記念 ミュージックステーション ウルトラスーパーライブ2019』
「彗星」とともに披露された。
- 2020年12月9日、フジテレビ系『2020 FNS歌謡祭』（第2夜）
「FNS歌謡祭」には25年ぶりの出演を果たし、「#新しいタイプの弾き語り」と称したひとりでの弾き語りを披露。放送中には小沢自身がデザインを手がけた歌詞テロップが表示された。弾き語りについては、本人曰く「エレキギターはアンプをとおさず、フジTVにあったFocusriteのラインアンプに直結しました」「ギターはベースラインを弾いている感じです」とのこと。
- 2022年12月23日、テレビ朝日系『ミュージックステーション ウルトラSUPER LIVE 2022』
「ラブリー (Remaster Short Edit)」としての披露。サポートメンバーとして和田彩花がバックコーラスとして参加した。

## カバー・バージョン
- Soma - アルバム『Essence of life "smile"』（2007年）
- Jackson vibe - シングル「浪漫PEOPLE」（2007年）
- Michelle143 - 2008年にアルバム『Cocoro flaver』でカバー。その後2016年にスズキの女性向け軽自動車「ラパン」のCMソングに起用された[34]。
- 倖田來未 - カバーアルバム『Color the Cover』（2013年）
- 本田未央（原紗友里） - アルバム『THE IDOLM@STER CINDERELLA MASTER Passion jewelries! 001』（2013年）
- 鈴木雅之 - カバーアルバム『DISCOVER JAPAN III 〜the voice with manners〜』（2017年）[35]
- 林愛夏 - FRESH LIVE『林愛夏のうにょうにょルーム』（2019年1月22日放送回）のコーナー「Song for you」内で歌唱[36]。
- UA - 2019年3月1日に放送が開始されたカルピスブランド100周年を記念したCMソングとしてカバー[37]。

この他PUNPEEは、この楽曲をサンプリングした「Lovely Man」という楽曲を発表した。